# American Football Regionalliga 1991
Die Saison 1991 war die erste Saison der Regionalliga im deutschen American Football als dritthöchste Spielklasse. Diese bestand aus sieben gleichgestellten Ligen: Nord, NRW A, NRW B, Mitte Gruppe Nord, Mitte Gruppe Süd, Bayernliga Nord und Bayernliga Süd.
Es gab keinen direkten Aufstieg in die 2. Bundesliga – heute GFL 2 – doch wurde zwischen dem Meister der Liga NRW A und NRW B ein Aufstiegsspiel festgelegt. Auch gab es keine sportlichen Absteiger in die vierten Ligen.
Auf Grund von Rückzügen und Aufstockungen in der 2. Bundesliga durften nach der Saison trotzdem die Berlin Bandits, Bielefeld Bulldogs, Frankfurt Gamblers, Stuttgart Stallions, sowie die Erding Bulls und Simbach Wildcats in die zweithöchste Spielklasse aufsteigen.
Alle Ligen wurden mit dem Zwei-Punkt-System gewertet (Sieg = 2:0 Punkte, Unentschieden = 1:1 Punkte, Niederlage = 0:2 Punkte).

## Regionalliga Nord
Die Regionalliga Nord bestand aus Vereinen aus Niedersachsen, Hamburg, Berlin und Schleswig-Holstein.
An der Liga nahmen fünf Mannschaften teil, die den Meister in einer Hin- und Rückrunde ausspielten. Jedes Team hatte somit acht Spiele.
- Berlin Bandits
- Spandau Bulldogs
- Hamburg Hornets
- Lübeck Cougars
- Norderstedt Chiefs

|    | Mannschaft         | Sp | S | U | N | Score   | Diff. | SQ    | Punkte |
| -- | ------------------ | -- | - | - | - | ------- | ----- | ----- | ------ |
| 1. | Berlin Bandits     | 8  | 8 | 0 | 0 | 278:98  | +180  | 1,000 | 16:0   |
| 2. | Hamburg Hornets    | 8  | 6 | 0 | 2 | 221:103 | +118  | 0,750 | 12:4   |
| 3. | Lübeck Cougars     | 8  | 3 | 1 | 4 | 97:185  | −88   | 0,375 | 7:9    |
| 4. | Spandau Bulldogs   | 8  | 2 | 0 | 6 | 84:167  | −83   | 0,250 | 4:12   |
| 5. | Norderstedt Chiefs | 8  | 0 | 1 | 7 | 24:151  | −127  | 0,000 | 1:15   |

Abkürzungen: Sp = Spiele, S = Siege, U = Unentschieden, N = Niederlage, SQ = Siegquote

Meister der RL Nord

## Regionalliga NRW A
Die Regionalliga NRW A bestand einzig aus Vereinen aus Nordrhein-Westfalen.
An der Liga nahmen fünf Mannschaften teil, die den Meister in einer Hin- und Rückrunde ausspielten. Jedes Team hatte somit acht Spiele. Die Uerdingen Devils zogen ihr Team jedoch nach der Hinrunde zurück und alle Spiele wurden mit 20:0 Punkten und 2:0 Siegen für den Gegner gewertet.
- Kleve Conqueros
- Leverkusen Leopards
- Bielefeld Bulldogs
- Uerdingen Devils
- Neuss Frogs

|    | Mannschaft          | Sp | S | U | N | Score  | Diff. | SQ    | Punkte |
| -- | ------------------- | -- | - | - | - | ------ | ----- | ----- | ------ |
| 1. | Bielefeld Bulldogs  | 8  | 6 | 1 | 1 | 226:42 | +184  | 0,750 | 13:3   |
| 2. | Kleve Conqueros     | 8  | 5 | 0 | 3 | 188:88 | +100  | 0,625 | 10:6   |
| 3. | Leverkusen Leopards | 8  | 4 | 1 | 3 | 81:127 | −46   | 0,500 | 9:7    |
| 4. | Neuss Frogs         | 8  | 4 | 0 | 4 | 98:108 | −10   | 0,500 | 8:8    |
| 5. | Uerdingen Devils    | 8  | 0 | 0 | 8 | 38:286 | −248  | 0,000 | 0:16   |

Abkürzungen: Sp = Spiele, S = Siege, U = Unentschieden, N = Niederlage SQ = Siegquote,

Meister der RL NRW A Absteiger
Durch den Rückzug zum Ende der Hinserie standen die Uerdingen Devils als Absteiger fest. Der Meister Bielefeld Bulldogs verzichtete auf die Teilnahme an den Aufstiegsspielen, dafür rückte der Zweitplatzierte Kleve Conqueros nach.

## Regionalliga NRW B
Die Regionalliga NRW B bestand einzig aus Vereinen aus Nordrhein-Westfalen.
An der Liga nahmen sechs Mannschaften teil, die den Meister in einer Hin- und Rückrunde ausspielten. Jedes Team hatte somit zehn Spiele.
- Tecklenburg Silverbacks
- Recklinghausen Chargers
- Münster Mammuts
- Bochum Miners
- Duisburg Dockers
- Duisburg Flames

|    | Mannschaft              | Sp | S | U | N | Score   | Diff. | SQ    | Punkte |
| -- | ----------------------- | -- | - | - | - | ------- | ----- | ----- | ------ |
| 1. | Bochum Miners           | 10 | 8 | 1 | 1 | 239:83  | +156  | 0,800 | 17:3   |
| 2. | Tecklenburg Silverbacks | 10 | 8 | 0 | 2 | 360:90  | +270  | 0,800 | 16:4   |
| 3. | Duisburg Dockers        | 10 | 7 | 1 | 2 | 227:101 | +26   | 0,700 | 15:5   |
| 4. | Münster Mammuts         | 10 | 4 | 0 | 6 | 124:187 | −63   | 0,400 | 8:12   |
| 5. | Duisburg Flames         | 10 | 1 | 0 | 9 | 69:293  | −224  | 0,100 | 2:18   |
| 6. | Recklinghausen Chargers | 10 | 1 | 0 | 9 | 36:301  | −265  | 0,100 | 2:18   |

Abkürzungen: Sp = Spiele, S = Siege, U = Unentschieden, N = Niederlage SQ = Siegquote,

Meister der RL NRW B
Der Meister Bochum Miners verzichtete auf die Teilnahme an den Aufstiegsspielen, dafür rückte der Zweitplatzierte Tecklenburg Silverbacks nach.

## Regionalliga Mitte Gruppe Nord
Die Regionalliga Mitte Gruppe Nord bestand aus Vereinen aus Hessen und Rheinland-Pfalz.
An der Liga nahmen sechs Mannschaften teil, die den Meister in einer Hin- und Rückrunde ausspielten. Jedes Team hatte somit zehn Spiele.
- Eschwege Legionäre
- Neu-Isenburg Jets
- Groß-Gerau Gators
- Frankfurt Gamblers
- Kaiserslautern Warriors
- Dieburg Pioneers

|    | Mannschaft              | Sp | S | U | N | Score   | Diff. | SQ    | Punkte |
| -- | ----------------------- | -- | - | - | - | ------- | ----- | ----- | ------ |
| 1. | Frankfurt Gamblers      | 10 | 9 | 0 | 1 | 310:109 | +201  | 0,900 | 18:2   |
| 2. | Eschwege Legionäre      | 10 | 8 | 0 | 2 | 234:209 | +25   | 0,800 | 16:4   |
| 3. | Kaiserslautern Warriors | 10 | 7 | 0 | 3 | 298:100 | +198  | 0,700 | 14:6   |
| 4. | Neu-Isenburg Jets       | 10 | 3 | 0 | 7 | 162:189 | −37   | 0,300 | 6:14   |
| 5. | Dieburg Pioneers        | 10 | 2 | 0 | 8 | 80:235  | −155  | 0,200 | 4:16   |
| 6. | Groß-Gerau Gators       | 10 | 1 | 0 | 9 | 40:282  | −242  | 0,100 | 2:18   |

Abkürzungen: Sp = Spiele, S = Siege, U = Unentschieden, N = Niederlage SQ = Siegquote,

Meister der RL Mitte Gruppe Nord

## Regionalliga Mitte Gruppe Süd
Die Regionalliga Mitte Gruppe Süd bestand einzig aus Vereinen aus Baden-Württemberg.
An der Liga nahmen fünf Mannschaften teil, die den Meister in einer Hin- und Rückrunde ausspielten. Jedes Team hatte somit acht Spiele.
- Büsnau Bats
- Rhein Neckar Renegades
- Stuttgart Stallions
- Karlsruhe Cavaliers
- Holzgerlingen Saints

|    | Mannschaft             | Sp | S | U | N | Score   | Diff. | SQ    | Punkte |
| -- | ---------------------- | -- | - | - | - | ------- | ----- | ----- | ------ |
| 1. | Stuttgart Stallions    | 8  | 7 | 0 | 1 | 231:78  | +153  | 0,875 | 14:2   |
| 2. | Büsnau Bats            | 8  | 6 | 0 | 2 | 234:79  | +155  | 0,750 | 12:4   |
| 3. | Karlsruhe Cavaliers    | 8  | 3 | 0 | 5 | 106:118 | −12   | 0,375 | 6:10   |
| 4. | Rhein Neckar Renegades | 8  | 3 | 0 | 7 | 132:195 | −63   | 0,375 | 6:10   |
| 5. | Holzgerlingen Saints   | 8  | 1 | 0 | 7 | 78:311  | −233  | 0,125 | 2:14   |

Abkürzungen: Sp = Spiele, S = Siege, U = Unentschieden, N = Niederlage SQ = Siegquote,

Meister der RL Mitte Gruppe Süd

## Bayernliga Nord
Die Bayernliga Nord bestand einzig aus Vereinen aus dem nördlichen Bayern.
An der Liga nahmen vier Mannschaften teil, die den Meister in einer Hin- und Rückrunde ausspielten. Jedes Team hatte somit sechs Spiele. Nach der Saison wurde in einem Spiel mit dem Meister der Bayernliga Süd ein Landesmeister ausgespielt.
- Simbach Wildcats
- Landshut Dragons
- Fürth 88ers
- Bamberg Bears

|    | Mannschaft       | Sp | S | U | N | Score  | Diff. | SQ    | Punkte |
| -- | ---------------- | -- | - | - | - | ------ | ----- | ----- | ------ |
| 1. | Simbach Wildcats | 6  | 5 | 1 | 0 | 133:50 | +83   | 0,833 | 11:1   |
| 2. | Fürth 88ers      | 6  | 4 | 1 | 1 | 203:59 | +144  | 0,667 | 9:3    |
| 3. | Landshut Dragons | 6  | 2 | 0 | 4 | 90:93  | −9    | 0,333 | 4:8    |
| 4. | Bamberg Bears    | 6  | 0 | 0 | 6 | 21:245 | −224  | 0,000 | 0:12   |

Abkürzungen: Sp = Spiele, S = Siege, U = Unentschieden, N = Niederlage SQ = Siegquote,

Meister der Bayernliga Nord

## Bayernliga Süd
Die Bayernliga Süd bestand einzig aus Vereinen aus dem südlichen Bayern.
An der Liga nahmen sechs Mannschaften teil, die den Meister in einer Hin- und Rückrunde ausspielten. Jedes Team hatte somit zehn Spiele. Nach der Saison wurde in einem Spiel mit dem Meister der Bayernliga Nord ein Landesmeister ausgespielt.
- Fursty Razorbacks
- Starnberg Argonauts
- Neu Ulm Barracudas
- Erding Bulls
- Landsberg Express
- Sonthofen Trucks

|    | Mannschaft          | Sp | S | U | N | Score   | Diff. | SQ    | Punkte |
| -- | ------------------- | -- | - | - | - | ------- | ----- | ----- | ------ |
| 1. | Erding Bulls        | 10 | 9 | 0 | 1 | 407:55  | +352  | 0,900 | 18:2   |
| 2. | Fursty Razorbacks   | 10 | 9 | 0 | 1 | 390:155 | +235  | 0,900 | 18:2   |
| 3. | Landsberg Express   | 10 | 5 | 0 | 5 | 157:202 | −45   | 0,500 | 10:10  |
| 4. | Starnberg Argonauts | 10 | 3 | 0 | 7 | 89:243  | −154  | 0,300 | 6:14   |
| 5. | Sonthofen Trucks    | 10 | 2 | 0 | 8 | 65:254  | −189  | 0,200 | 4:16   |
| 5. | Neu Ulm Barracudas  | 10 | 2 | 0 | 8 | 59:258  | −199  | 0,200 | 4:16   |

Abkürzungen: Sp = Spiele, S = Siege, U = Unentschieden, N = Niederlage SQ = Siegquote,

Meister der Bayernliga Süd

## Meisterspiel um die bayerische Meisterschaft
| Paarung                         | Ergebnis |
| ------------------------------- | -------- |
| Simbach Wildcats – Erding Bulls | 21:42    |

## Aufstiegsspiel zur 2. Bundesliga
Vorgesehen für das Aufstiegsspiel zur 2. Bundesliga West waren der Meister der Regionalliga NRW A und NRW B, da jedoch beide Meister verzichteten, rückten die jeweiligen Vizemeister nach.
| Paarung                                   | Ergebnis |
| ----------------------------------------- | -------- |
| Tecklenburg Silverbacks – Kleve Conqueros | 52:8     |

Die Tecklenburg Silverbacks sind damit der erste sportliche Aufsteiger aus der Regionalliga in die 2. Bundesliga.

## Quelle
Alle Ergebnisse und Tabellen football-history.de (Memento vom 17. Dezember 2016 im Internet Archive)